# ブラームスは好きですか?
『ブラームスは好きですか？』（ブラームスはすきですか？、朝: 브람스를 좋아하세요?）は、2020年8月31日から2020年10月20日までSBSで放送されていた大韓民国のテレビドラマである。日本では、CSチャンネルKNTVにて『ブラームスが好きですか（原題）』のタイトルで初めて放送された。

## 出演

### 主要人物
チェ・ソンア：パク・ウンビン
ヴァイオリニスト。
パク・ジュニョン：キム・ミンジェ
天才ピアニスト。
ハン・ヒョノ：キム・ソンチョル
チェリスト。
イ・ジョンギョン：パク・ジヒョン
ヴァイオリニスト。ヒョノの婚約者。
ユ・ドンユン：イ・ユジン
ソンアの友人。ヴァイオリン調律師。
カン・ミンソン：ペ・デビン
ソンアの友人。

### カメオ出演
スン・ジミン：ユン・チャニョン
ピアニスト・ジュニョンのライバル。
チョ・スアン：パク・シウン（HIGH-UP GIRLS）
ヴァイオリニスト。

## 日本での放送
- KNTV：2021年1月4日[11] - 2021年2月22日[12]（毎週月 20時00分 - 22時30分）※二話連続放送
  - 同上：2021年3月6日[13] - 2021年4月24日[14]（毎週土 9時00分 - 11時30分）※再放送、二話連続放送
  - 同上：2021年6月1日[15] - 2021年6月22日[16]（毎週月〜金 18時45分 - 20時00分）※再々放送
- 衛星劇場：2021年11月24日 - 2022年1月19日（毎週水 23時00分 - 25時30分）※二話連続放送
  - 同上：2021年11月30日 - 2022年1月25日（毎週火 13時30分 - 16時00分）※再放送、二話連続放送
  - 同上：2022年2月1日 - 2022年2月24日（毎週月〜金 5時00分 - 6時05分）※再々放送
- ホームドラマチャンネル：2022年4月11日[17] - 2022年6月6日[18]（毎週月 14時00分 - 16時30分）※二話連続放送
  - 同上：2022年4月12日[19] - 2022年6月7日[20]（毎週火 21時00分 - 23時30分）※再放送、二話連続放送
  - 同上：2022年7月13日[21] - 2022年8月17日[22]（毎週水〜金 12時00分 - 13時45分）※再放送
  - 同上：2022年8月3日[23] - 2022年8月24日[24]（毎週月〜金 7時00分 - 8時30分）※再放送
- 日テレプラス：2022年12月14日[25] - （毎週月〜金 16時30分 - 17時45分）

## 賞とノミネート
| 年度 | 賞          | カテゴリー       | 受賞者                        | 結果       | 参考   |
| ---- | ----------- | ---------------- | ----------------------------- | ---------- | ------ |
| 2020 | SBS演技大賞 | 最優秀女優賞     | パク・ウンビン                | 受賞       | [ 26 ] |
| 2020 | SBS演技大賞 | 最優秀俳優賞     | キム・ミンジェ                | 受賞       |        |
| 2020 | SBS演技大賞 | 新人俳優賞       | キム・ソンチョル              | ノミネート |        |
| 2020 | SBS演技大賞 | 新人女優賞       | パク・ジヒョン                | ノミネート |        |
| 2020 | SBS演技大賞 | ベストカップル賞 | パク・ウンビン キム・ミンジェ | 受賞       |        |